# 27 Pułk Piechoty (LWP)
27 pułk piechoty – oddział piechoty ludowego Wojska Polskiego.
Sformowany w Rzeszowie na podstawie rozkazu Naczelnego Dowództwa WP z 6 października 1944 w oparciu o sowiecki etat pułku strzeleckiego nr 04/501. Pod koniec 1944 pułk stacjonował w podrzeszowskiej Słocinie. Zaprzysiężenia dokonano 14 stycznia 1945 r. w Rzeszowie.
Wchodził w skład 10 Sudeckiej Dywizji Piechoty z 2 Armii WP.

## Skład etatowy
dowództwo i sztab
- 3 bataliony piechoty
- kompanie: dwie fizylierów, przeciwpancerna, rusznic ppanc, łączności, sanitarna, transportowa
- baterie: działek 45 mm, dział 76 mm, moździerzy 120 mm
- plutony: zwiadu konnego, zwiadu pieszego, saperów, obrony pchem, żandarmerii

Razem: 2915 żołnierzy (w tym: oficerów 276, podoficerów 872, szeregowców 1765).
Sprzęt: 162 rkm, 54 ckm, 66 rusznic ppanc, 12 armat ppanc 45 mm, 4 armaty 76 mm, 18 moździerzy 50 mm, 27 moździerzy 82 mm, 8 moździerzy 120 mm

## Działania bojowe
Od chwili sformowania do zakończenia wojny pułk walczył w składzie 10 Dywizji Piechoty. Najcięższe walki stoczył przy forsowaniu Nysy Łużyckiej, walczył w lasach Muskauer Forst i nad Schwarzer Schöps w rejonie Boxbergu. Następnie uczestniczył w zdobyciu Spreefurtu. Swój szlak bojowy zakończył na terenie Czechosłowacji uczestnicząc w operacji praskiej.
|  |  |  |  |

|  |  |

## Żołnierze pułku
Dowódcy pułku
- ppłk Piotr Waluzynicz (29 września – 5 grudnia 1944)
- płk Jan Kuszniarow (12 grudnia 1944)
- płk Stanisław Daniluk-Daniłowski – (11 listopada 1945 – 27 listopada 1946[5])
- mjr/ppłk Zygmunt Huszcza (27 listopada 1946 – 10 listopada 1947)

Odznaczeni Krzyżem Srebrnym Orderu Virtuti Militari
1. ppor. Marian Kaszewski
2. chor. Jerzy Łyżwa